# Seznam angleških antropologov
Seznam angleških antropologov.

## B
- Gregory Bateson (angleško-ameriški)
- Jacob Bronowski? (1908 – 1974) (poljsko-angleški)

## E
- Edward Evans-Pritchard

## F
- James Frazer (Škot)

## G
- Alfred Gell (1945-1997)
- Jane Goodal (primatologinja)
- Jack Goody (1919-2015)

## H
- David Harvey?

## K
- (Adam Kuper)

## L
- Edmund Ronald Leach
- Louis Seymour Bazett Leakey
- Richard Erskine Frere Leakey
- John Lubbock

## M
- Bronislaw Malinowski (poljskega rodu)
- Ashley Montagu (angleško-ameriški)
- Desmond Morris

## P
- William James Perry (1887–1949)

## R
- Alfred Reginald Radcliffe-Brown
- W. H. R. Rivers

## S
- Veronica Strang

## T
- Colin Turnbull (škotsko-angleško-ameriški)
- Edward Burnett Tylor (1842–1917)

## W
- Alfred Russel Wallace